# رفتار سازگار
رفتار سازگار (به انگلیسی: Adaptive behavior) به رفتاری گفته می‌شود که شخص (معمولاً پیرامون کودکان مورد استفاده قرار می‌گیرد) بتواند در محیط اطراف خود به بیشترین سطح از موفقیت نایل آمده و کمترین میزان درگیری با دیگران را تجربه کند. این اصطلاحی است که در زمینه‌های روانشناسی و آموزش ویژه به کار می‌رود.